# 十四烷
十四烷，一種分子式為C14H30的烷烴，存在於石油中，在室溫下是一種無色可燃的液體，具有1858種同分異構物。如同其他烷烴一般為非極性分子，故不溶於水。